# Spathius rhianus
Spathius rhianus är en stekelart som beskrevs av Nixon 1943. Spathius rhianus ingår i släktet Spathius och familjen bracksteklar. Inga underarter finns listade i Catalogue of Life.